# Dolonagrion fulvellum
Dolonagrion fulvellum – gatunek ważki z rodziny łątkowatych (Coenagrionidae); jedyny przedstawiciel rodzaju Dolonagrion. Zamieszkuje Amerykę Południową; znany z nielicznych stwierdzeń z terenów Brazylii, Peru i Ekwadoru.